# April in Paris
April in Paris is een Amerikaanse musicalfilm in Technicolor uit 1952 onder regie van David Butler. De film werd destijds in Nederland uitgebracht onder de titel April in Parijs.

## Verhaal
S. Winthrop 'Sam' Putnam is de secretaris van de assistent-secretaris van de staatssecretaris en komt tot de schrikbarende ontdekking dat een uitnodigingsbrief naar Ethel Barrymore voor een politiek cultureel evenement dat zal plaatsvinden in Parijs per ongeluk is beland bij Ethel 'Dynamite' Jackson, een koormeisje op Broadway. Sam reist onmiddellijk van Washington naar New York om het misverstand recht te zetten. Zijn baas is echter dol op het idee om de 'gewone burger' uit te nodigen voor een dergelijk prestigieus evenement.
Zodoende vergezelt Ethel enkele elitaire politici op een schip naar Europa. Hier ontmoet ze Philippe Fouquet, een Franse entertainer en nachtclubeigenaar die bekendstaat als vrouwenverslinder. Philippe leert Ethel wat noodzakelijke etiquette en probeert haar te versieren, tot groot ongenoegen van Sam, die stiekem een oogje op haar heeft. Het lukt Sam om Ethels hart voor zich te winnen, maar hij heeft al toegestemd aan een gearrangeerd huwelijk met Marcia Sherman, de dochter van zijn baas. Desondanks trouwt hij, nog voordat het schip arriveert in Europa, stiekem met Ethel. Al gauw komt Philippe tot de ontdekking dat het huwelijk ongeldig is, maar hij besluit het liefdespaar niet in te lichten.
Na aankomst in Parijs komt het tweetal tot de ontdekking dat Marcia inmiddels per vliegtuig is gearriveerd in Parijs om een oogje in het zeil te houden. Sam besluit daarop voorlopig zijn bruiloft met Ethel niet bekend te maken. Ethel belandt ondertussen in een gevecht met Marcia en wordt verwijderd van het evenement. Zij brengt daarom de avond door met Philippe, tot grote ergernis van een jaloerse Sam. Het loopt bijna uit tot een knokpartij tussen de twee mannen, totdat Sam ontdekt dat Philippe al getrouwd is en dus geen serieuze bedreiging voor hem vormt. Sam en Ethel begraven daarop de strijdbijl en delen, met de Eiffeltoren op de achtergrond, een zoen.

## Rolverdeling
| Acteur          | Personage                   |
| --------------- | --------------------------- |
| Doris Day       | Ethel S. "Dynamite" Jackson |
| Ray Bolger      | S. Winthrop Putnam          |
| Claude Dauphin  | Philippe Fouquet            |
| Eve Miller      | Marcia Sherman              |
| George Givot    | François                    |
| Paul Harvey     | Secretaris Robert Sherman   |
| Herbert Farjeon | Joshua Stevens              |
| Wilson Millar   | Sinclair Wilson             |
| Raymond Largay  | Joseph Welmar               |
| John Alvin      | Tracy                       |
| Jack Lomas      | Taxichauffeur               |

## Productie
Het filmscenario werd speciaal geschreven voor de destijds zeer populaire Doris Day. Aanvankelijk zou Robert Arthur de regie op zich nemen, maar hij werd vervangen door David Butler.
De film werd opgenomen in maart 1952. Day zei later met slechte gevoelens terug te kijken naar de opnamen en vertelde dat haar tegenspeler Ray Bolger regelmatig met Butler ruziede op de set: Butler was naar haar zeggen boos op Bolger dat hij in de vele dansscènes voor de camera de aandacht van Day probeerde af te nemen. Day was hier naar eigen zeggen niet van de op hoogte.

## Ontvangst
De film wordt door critici beschouwd als een niemendalletje en de 'zoveelste routinefilm' met Doris Day. Ook de Nederlandse pers was het er over eens dat het film een flinterdun verhaal heeft, maar sprak wel lovend over het amusementsgehalte en de talenten van Doris Day en Ray Bolger:
Recensent van De Telegraaf schreef: "De show in April in Paris is vaak lang niet slecht. Het verhaal niet meer dan de draad, die er nu eenmaal doorheen moet lopen. [..] Door de aanhangers van Doris Day een gelegenheid voor wat fris plezier en vertier."
Recensent van De Waarheid noemde de film "een vlot, luchtig en amusant niemendalletje": "Doris Day danst en zingt op haar bekende wijze, alleen of met haar tegenspeler Ray Bolger, die een kostelijke solo-step weggeeft. Een olijke derde man, geestig, met een ontwapende humor is Claude Dauphin, in dit door regisseur David Butler gemaakte product, dat u alleen maar een beetje ontspanning wil bieden."
Recensent van De Volkskrant schreef: "Hoewel Doris Day wel eens beter voor de dag is gekomen, toont ze ook in deze luchtige zang- en dansfilm in technicolor met stem, lach en snelle voeten de kwaliteiten, die haar naam wereldbekend hebben gemaakt: vrolijkheid, levenslust en charme."
Recensent van Het Parool schreef: "De dunne rode draad die door April in Paris loopt, verschilt maar heel weinig van die uit de duizend en één andere usicals, maar ook nu zijn er weer een paar bijzonder mooie grappen en nogmaals, voortreffelijke shownummers. [..] De film is al gewonnen door dat prachtige nummer van [Doris Day] en een aantal koks van de lijnboot naar Frankrijk."
Recensent van het Algemeen Dagblad schreef: "Vlot is deze showfilm zeker, daaraan ontbreekt het bij de Amerikanen nooit. Maar wanneer leren zij eens ook de amusementsfilm een goed verhaal te geven, daarvan is nu geen sprake. Overigens zorgen Doris Day en Ray Bolger met een grote reeks medewerkers wel voor het nodige amusement, dat deze keer een Frans tintje heeft."

## Muziek
- "April in Paris" - gezongen door Yip Harburg
- "It Must Be Good" - gezongen door Doris Day
- "I'm Gonna Ring the Bell Tonight" - gezongen door Doris Day en Ray Bolger
- "That's What Makes Paris Paree" - gezongen door Doris Day en Claude Dauphin
- "I'm Going to Rock the Boat" - gezongen door Doris Day
- "Give Me Your Lips" - gezongen door Claude Dauphin
- "I Ask You" - gezongen door Doris Day, Ray Bolger en Claude Dauphin
- "The Place You Hold in My Heart (I Know a Place)" - gezongen door Doris Day
- "Auprès de ma blonde" - gezongen door Claude Dauphin